# Малиновка (Дрогичинский район)
Малиновка (бел. Малінаўка) — деревня в Дрогичинском районе Брестской области Белоруссии. Входит в состав Осовецкого сельсовета.

## География
Деревня находится в южной части Брестской области, на южном берегу Днепровско-Бугского канала, при автодороге Н-671, на расстоянии приблизительно 17 километров (по прямой) к юго-юго-востоку от города Дрогичина, административного центра района. Абсолютная высота — 143 метра над уровнем моря. Площадь населённого пункта — 2,5036 км².

## История
Возникла в 1920—1930-х годах. До 1964 года называлась Колония Белин.

## Население
По данным переписи 2019 года, в деревне проживало 84 человека.
| Год  | Население, человек |
| ---- | ------------------ |
| 1939 | 640                |
| 1970 | ↗ 686              |
| 1995 | ↘ 311              |
| 2005 | ↘ 187              |
| 2009 | ↘ 116              |
| 2019 | ↘ 84               |